# Alectrurus tricolor
Alectrurus tricolor là một loài chim trong họ Tyrannidae.